# 이성경
이성경(1990년 8월 10일~)은 대한민국의 배우이자 모델이다.

## 성장 과정
이성경은 2녀 중 장녀로 태어났으며 이름의 뜻은 성경대로 살라고 부모님이 지어주셨다고 한다. 모델계에 입문하기 전 7살 때부터 고등학교 3학년 때까지 피아노를 친 피아노 전공으로 음대 진학을 준비했었지만 부모님의 권유로 모델일을 시작하게 됐고, 데뷔 후에 한 방송에 나와 뮤지컬 배우의 꿈이 있었다고 밝히며 노래면 노래, 춤이면 춤 연기면 연기 넘치는 끼를 드러내기도 했다.
등명중학교와 백석고등학교를 졸업했으며 2016년 2월 23일, 동덕여자대학교 모델과를 졸업했다.

## 경력
2008년 제17회 슈퍼모델 선발대회 TOP11과 렉스상을 수상하며 모델로 데뷔했다. 패션쇼 무대는 서울컬렉션 이석태, 강동준, 최범석, 박승건, 곽현주, 홍승완, 김시양, 홍은주, 하상백 패션쇼 등에서 활동을 하였다. 잡지는 엘르걸, 보그걸, 코스모폴리탄, 마리끌레르, 얼루어, 싱글즈, 쎄씨, 여성동아 등에 모델로 활동하였으며, 뮤직비디오 사이먼도미닉 'Stay Cool', 이현 '너니깐', 강승윤 'Wild And Young' 등에 출연하였다. 이 외에는 SK텔레콤, HOMEPLUS, SKT 호핀, sky 베가X, Galaxy S2, 애니데이, 에버랜드 등의 CF 모델로 활동하였다. 이후 2014년 9월까지 모델로 활동했다.
2014년 SBS 드라마 《괜찮아, 사랑이야》에서 문제 학생 오소녀 역에 캐스팅 되며 본격적인 연기 활동을 시작했다. 이후 이성경은 MBC 드라마 《여왕의 꽃》 주역을 꿰찼고 연기력을 인정 받아 MBC 연기대상 특별기획부문 여자 신인상을 수상했다. 이듬 해, 2016년 tvN 《치즈인더트랩》에 이어 SBS 《닥터스》에 연달아 인기 드라마에 출연하며 존재감을 발산하였다. 2016년 11월부터 방송 된 MBC 드라마 《역도요정 김복주》를 통해 첫 주연을 맡았고, MBC 연기대상 미니시리즈 부문 여자 우수상을 수상했다.

## 출연 작품

### 드라마
- 2014년 SBS 드라마 스페셜 《괜찮아, 사랑이야》 ... 오소녀 역
- 2015년 MBC 주말 특별기획 드라마 《여왕의 꽃》 ... 강이솔 / 서이솔 역
- 2016년 tvN 월화 미니시리즈 《치즈인더트랩》 ... 백인하 역
- 2016년 SBS 월화 미니시리즈 《닥터스》 ... 진서우 역
- 2016년 MBC 수목 미니시리즈 《역도요정 김복주》 ... 김복주 역
- 2017년 SBS 드라마 스페셜 《당신이 잠든 사이에》 ... 닭살커플 여 역 (특별출연)
- 2018년 tvN 월화 미니시리즈 《멈추고 싶은 순간 : 어바웃 타임》 ... 최미카엘라 역
- 2020년 SBS 월화 미니시리즈 《낭만닥터 김사부 2》 ... 차은재 역
- 2020년 KBS2 주말연속극 《한 번 다녀왔습니다》 ... 지선경 역 (우정출연)
- 2020년 tvN 월화 미니시리즈 《청춘기록》 ... 진서우 역 (특별출연)
- 2022년 tvN 금토 미니시리즈 《별똥별》 ... 오한별 역
- 2023년 DISNEY+ 오리지널 시리즈 《사랑이라 말해요》 ... 심우주 역
- 2023년 SBS 금토 미니시리즈 《낭만닥터 김사부 3》 ... 차은재 역
- 2024년 JTBC 주말 미니시리즈 《닥터슬럼프》 ... 한우리 역 (특별출연)
- 2024년 tvN 월화 미니시리즈 《플레이어 2: 꾼들의 전쟁》 ... 레아 역 (특별출연)
- 2025년 JTBC 금요 미니시리즈 《착한 사나이》 ... 강미영 역

### 영화
| 연도 | 제목   | 역할   | 비고        |
| ---- | ------ | ------ | ----------- |
| 2017 | 트롤   | 파피   | 한국어 더빙 |
| 2018 | 레슬러 | 가영   |             |
| 2019 | 걸캅스 | 조지혜 |             |

### 뮤직 비디오
| 연도 | 제목                        | 가수                                 | 비고 |
| ---- | --------------------------- | ------------------------------------ | ---- |
| 2011 | 〈Stay Cool〉               | 사이먼 도미닉                        |      |
| 2012 | 〈너니깐〉                  | 이현                                 |      |
| 2013 | 〈Wild And Young〉          | 강승윤                               |      |
| 2013 | 〈I Love You〉              | 페이퍼스X이성경                      |      |
| 2015 | 〈둘 하나 둘〉              | 어반자카파                           |      |
| 2016 | 〈내 입술 따뜻한 커피처럼〉 | 에디킴 × 이성경                      |      |
| 2016 | 〈RE-BYE〉                  | 악동뮤지션                           |      |
| 2017 | 〈그때의 나, 그때의 우리〉  | 어반자카파                           |      |
| 2018 | 〈그 한마디〉               | 김나영                               |      |
| 2019 | 〈헤어지지말아요, 우리〉    | 로코베리 × 도영                      |      |
| 2020 | 〈for the gone〉            | 최정훈 × 사이먼 도미닉 × 코드 쿤스트 |      |
| 2023 | 〈잘 먹고 잘 살아〉         | 이성경 × 이찬혁                      |      |

### 예능
| 연도 | 방송사           | 제목                         | 역할                  | 비고                       |
| ---- | ---------------- | ---------------------------- | --------------------- | -------------------------- |
| 2008 | SBS 드라마플러스 | 슈퍼모델 S다이어리           | MC                    |                            |
| 2008 | SBS              | 스타킹                       | 고정 출연(패널)       |                            |
| 2009 | Mnet             | It's Raining Men             | 스페셜 게스트         |                            |
| 2009 | SBS 드라마플러스 | 요 걸스 다이어리             | 스페셜 MC             |                            |
| 2009 | E!TV             | 주말연예특급                 | MC                    |                            |
| 2009 | KBS Joy          | 쿠킹올림픽 고추장            | 고정 출연             | [ 11 ]                     |
| 2009 | OBS              | 뮤직앤무비                   | MC                    |                            |
| 2009 | MBC Every 1      | 매거진1                      | 스페셜 MC             |                            |
| 2012 | On Style         | 스타일 로그                  | 게스트                |                            |
| 2014 | SBS              | 일요일이 좋다 - 런닝맨       | 게스트                | 224회                      |
| 2015 | MBC              | 미스터리 음악쇼 복면가왕     | 게스트 (꽃을 든 꽃게) | 19~20회                    |
| 2015 | MBC              | MBC 연기대상                 | MC                    | 신동엽과 공동 진행         |
| 2016 | MBC              | 라디오스타                   | 게스트                | 471회                      |
| 2016 | tvN              | 현장토크쇼 택시              | 게스트                | 411회                      |
| 2016 | JTBC             | 냉장고를 부탁해              | 게스트                | 76~77회                    |
| 2016 | SBS              | 일요일이 좋다 - 런닝맨       | 게스트                | 304회                      |
| 2016 | JTBC             | 투유 프로젝트 - 슈가맨       | 게스트                | 29회                       |
| 2016 | MBC              | MBC 방송연예대상             | MC                    | 김성주, 전현무와 공동 진행 |
| 2017 | JTBC             | 제32회 골든디스크 시상식     | MC                    | 이승기와 공동 진행         |
| 2018 | MTN              | 제3회 아시아 아티스트 어워즈 | MC                    | 이특과 공동진행            |
| 2019 | tvN              | 놀라운 토요일 - 도레미 마켓  | 게스트                | 라미란과 공동출연          |
| 2019 | tvN              | 플레이어 시즌1               | 게스트                | 8회                        |
| 2019 | MBC              | 1919-2019, 기억록            | 나레이터              | 40회 윤희순                |
| 2020 | tvN              | 바퀴달린 집                  | 게스트                | 5회, 6회(담양, 고창)       |
| 2021 | JTBC             | 세리머니 클럽                | 게스트                | 허영만과 공동출연          |
| 2021 | TV CHOSUN        | 식객 허영만의 백반기행       | 게스트                | 44회                       |
| 2021 | JTBC             | 세리머니 클럽                | 게스트                | 음문석과 공동출연          |
| 2021 | KBS2             | 유희열의 스케치북            | 게스트                | 로코베리, 로꼬와 공동출연  |
| 2023 | tvN              | 놀라운 토요일 - 도레미 마켓  | 게스트                | 김영광과 공동출연          |
| 2023 | KBS2             | 더 시즌즈: 악뮤의 오날오밤   | 게스트                | 1회                        |
| 2024 | Mnet             | 엠카운트다운                 |                       | 임슬옹과 공동출연          |
| 2024 | KBS1 TV          | 로드 투 파리                 | 나레이터              | 역도 박혜정                |
| 2024 | 아이치이         | 스타라이트 보이즈            | MC                    |                            |
| 2025 | 유튜브           | 집대성                       | 게스트                | 49회                       |

### 광고
| 연도        | 기업명                           | 제품명                                                    | 종류                    | 공동 출연                                                 |
| ----------- | -------------------------------- | --------------------------------------------------------- | ----------------------- | --------------------------------------------------------- |
| 2011        | SK텔레콤                         | 호핀 - 20대 연인 편                                       | 휴대폰                  |                                                           |
| 2015        | (주)아이투코퍼레이션             | 레인보우라이트 비타민 D 젤리                              | 천연 원료 비타민        | [ 23 ]                                                    |
| 2015        | (주)요기요                       | 요기요 하우스                                             | 음식배달앱              | 차승원, 최지우, 유인나, 악동뮤지션                        |
| 2015        | 넷마블 게임즈                    | 레이븐                                                    | 온라인 게임             | 차승원                                                    |
| 2015 ~ 2016 | 쏘카                             | 쏘카(SOCAR)                                               | 자동차 공유 서비스 기업 | 남주혁                                                    |
| 2015 ~ 2016 | 남양유업                         | 맛있는우유 GT 저지방                                      | 유제품                  |                                                           |
| 2015 ~ 2016 | 랩 (LAP)                         | 랩 (LAP)                                                  |                         | 주우재 (2016)                                             |
| 2015 ~ 2020 | 아모레퍼시픽                     | 라네즈                                                    | 화장품                  | 송혜교 (2015 ~ 2017), 김유정 (2018 ~ 현재), 박서준 (2018) |
| 2016        | MBC, 아디다스                    | 아디다스 MBC+ 마이런 서울 : 서울, 나의 에너지로 즐기다 편 | 공익 광고               |                                                           |
| 2016 ~ 2017 | 아모레퍼시픽                     | 프레시팝 샴푸                                             | 헤어케어                | [ 27 ]                                                    |
| 2016 ~ 2017 | (주)발렌타인                     | 러브캣                                                    | 가방 악세사리           | [ 28 ]                                                    |
| 2016 ~ 2017 | (주)발렌타인                     | 러브캣 비쥬                                               | 주얼리                  | [ 29 ]                                                    |
| 2016 ~ 2017 | CJ제일제당                       | 헛개수                                                    | 숙취해소 음료           | 남주혁                                                    |
| 2016 ~ 2017 | (주)데코뷰                       | 데코뷰                                                    | 디자인 패브릭           | [ 30 ]                                                    |
| 2016 ~ 2017 | 동서식품                         | 필라델피아 크림치즈                                       | 유제품                  | [ 31 ]                                                    |
| 2017        | SK플래닛                         | 11번가                                                    | 오픈마켓                | [ 32 ]                                                    |
| 2017        | LG전자                           | LG Q6                                                     | 스마트폰                | [ 33 ]                                                    |
| 2018        | SCENE NUMBER FOR                 | 씬넘버포                                                  | 아이웨어                |                                                           |
| 2018        | (주)제이에스티나                 | 에르게(ERGHE)                                             | 주얼리                  |                                                           |
| 2019        | 보맵                             | 보맵 (BOMAPP)                                             |                         | [ 34 ]                                                    |
| 2019 ~ 2022 | 알콘                             | CC렌즈, 후레쉬룩                                          | 콘택트렌즈              | [ 35 ]                                                    |
| 2019 ~ 2021 | 다니엘웰링턴 (Daniel Wellington) | 다니엘웰링턴 글로벌 페이스                                |                         | [ 36 ]                                                    |
| 2020 ~ 현재 | (주)지엔엠라이프                 | GNM 자연의 품격                                           |                         |                                                           |
| 2021 ~ 2022 | W컨셉                            | 프론트로우 (FRONT ROW)                                    | 여성 의류               | [ 37 ]                                                    |
| 2021 ~ 2022 | 몽클레르                         | 몽클레르 한국 앰버서더                                    | 의류 잡화               | [ 38 ]                                                    |
| 2021 ~ 2023 | CHANEL                           | 샤넬 뷰티 한국 앰버서더                                   | 화장품                  | [ 39 ]                                                    |
| 2022 ~ 2023 | 롯데웰푸드                       | 제로                                                      | 제과류                  | [ 40 ]                                                    |
| 2022        | 오리베 (ORIBE)                   | 오리베 앰버서더                                           | 헤어케어                | [ 41 ]                                                    |
| 2022 ~ 2023 | TEENIE WEENIE                    | TEENIE WEENIE GOLF                                        | 골프 의류               | [ 42 ]                                                    |
| 2022 ~ 2024 | CJ온스타일                       | 더엣지 (The AtG)                                          | 여성 의류               | [ 43 ]                                                    |
| 2022 ~ 현재 | 젝시오 (XXIO)                    | 젝시오 앰버서더                                           | 골프 장비               | [ 44 ]                                                    |
| 2023        | 샐러디                           | 샐러디                                                    |                         | [ 45 ]                                                    |
| 2023 ~ 현재 | 시세이도                         | 시세이도                                                  | 화장품                  | [ 46 ]                                                    |
| 2024        | 시세이도                         | 츠바키 아시아 앰버서더                                    | 헤어케어                | [ 47 ]                                                    |
| 2024        | 다미아니 (DAMIANI)               | 다미아니 한국 앰버서더                                    | 주얼리                  | [ 48 ]                                                    |
| 2024        | 라인어디션                       | 라인 어디션 (LÍNE ADDITION)                               | 여성 의류               | [ 49 ]                                                    |

## 수상 및 후보
| 연도 | 시상식                                | 부문                                  | 작품              | 결과 | 출처   |
| ---- | ------------------------------------- | ------------------------------------- | ----------------- | ---- | ------ |
| 2008 | 제17회 슈퍼모델 선발대회              | TOP11                                 | 빈칸              | 수상 | [ 7 ]  |
| 2008 | 제17회 슈퍼모델 선발대회              | 렉스상                                | 빈칸              | 수상 | [ 7 ]  |
| 2009 | 제2회 아시아-태평양 슈퍼모델 선발대회 | TOP5                                  | 빈칸              | 수상 | [ 50 ] |
| 2009 | 제2회 아시아-태평양 슈퍼모델 선발대회 | 유닉스 헤어뉴스타상                   | 빈칸              | 수상 | [ 51 ] |
| 2014 | 제3회 CFDK 어워드                     | 올해의 패션모델상 여자부문            | 빈칸              | 수상 | [ 52 ] |
| 2015 | 제8회 코리아 드라마 어워즈            | 여자 신인연기상                       | 여왕의 꽃         | 후보 |        |
| 2015 | 제4회 에이판 스타 어워즈              | 여자 신인상                           | 여왕의 꽃         | 후보 |        |
| 2015 | MBC 연기대상                          | 특별기획부문 여자 신인상              | 여왕의 꽃         | 수상 | [ 6 ]  |
| 2016 | 제11회 맥스무비 최고의 영화상         | 라이징스타상                          | 빈칸              | 수상 | [ 53 ] |
| 2016 | 제52회 백상예술대상                   | TV부문 여자 신인연기상                | 여왕의 꽃         | 후보 |        |
| 2016 | MBC 연기대상                          | 미니시리즈부문 여자 우수연기상        | 역도요정 김복주   | 수상 | [ 10 ] |
| 2016 | MBC 연기대상                          | 베스트 커플상 (with 남주혁)           | 역도요정 김복주   | 후보 | [ 10 ] |
| 2016 | SBS 연기대상                          | 장르드라마부문 여자 특별연기상        | 닥터스            | 후보 |        |
| 2018 | 제2회 더 서울어워즈                   | 영화부문 여자 인기상                  | 레슬러            | 후보 |        |
| 2018 | 제3회 아시아 아티스트 어워드          | 베스트 이모티브상                     | 빈칸              | 수상 |        |
| 2018 | 제3회 아시아 아티스트 어워드          | 올해의 아티스트상                     | 빈칸              | 수상 |        |
| 2019 | 제24회 춘사영화제                     | 특별인기상                            | 걸캅스            | 수상 |        |
| 2020 | 제5회 아시아 아티스트 어워즈          | AAA 베스트 액터상                     | 낭만닥터 김사부 2 | 수상 |        |
| 2020 | SBS 연기대상                          | 장르‧액션 부문 여자 우수 연기상       | 낭만닥터 김사부 2 | 수상 |        |
| 2020 | SBS 연기대상                          | 베스트 커플상 (with 안효섭)           | 낭만닥터 김사부 2 | 후보 |        |
| 2021 | 제7회 아시아태평양 스타 어워즈        | 아이돌챔프 여자 인기상                | 낭만닥터 김사부 2 | 후보 |        |
| 2021 | 제7회 아시아태평양 스타 어워즈        | 미니시리즈 여자 우수연기상            | 낭만닥터 김사부 2 | 후보 |        |
| 2023 | SBS 연기대상                          | 시즌제 드라마 부문 여자 최우수 연기상 | 낭만닥터 김사부 3 | 수상 |        |
| 2023 | 서울콘 에이판 스타 어워즈             | 서울리거 액터스상                     | 빈칸              | 수상 |        |
| 2023 | 서울콘 에이판 스타 어워즈             | 장편드라마 부문 여자 최우수연기상     | 낭만닥터 김사부 3 | 수상 |        |